# Куйоташ
Куйоташ (кирг. Күйөташ) — село в Кара-Кульджинском районе Ошской области Кыргызстана. Входит в состав Кызыл-Жарского айылного аймака.

## География
Село расположено в северо-восточной части области, в высокогорной зоне, на правом берегу реки Чычырканак (правый приток реки Алайку), на расстоянии приблизительно 63 километров (по прямой) к юго-востоку от села Кара-Кульджа, административного центра района. Абсолютная высота — 2238 метров над уровнем моря.

## Население
Согласно оценочным данным Национального статистического комитета Кыргызской Республики, численность населения села на начало 2023 года составляла 1109 человек.
| год     | 2009 | 2014 | 2015 | 2020 | 2021 | 2023 |
| ------- | ---- | ---- | ---- | ---- | ---- | ---- |
| человек | 896  | 1116 | 1106 | 1100 | 1103 | 1109 |